# 숀 도일
숀 도일(영어: Shawn Doyle, 1968년 9월 19일 ~ )은 캐나다의 배우이다. 드라마 《프런티어》에 출연하였다.

## 출연 작품
- 롱 키스 굿 나잇
- 어웨이 프롬 에브리웨어